# هاري جانسون
هاري جانسون هو متزلج سريع سويدي، ولد في 4 يونيو 1916 في ستوكهولم في السويد، وتوفي في 11 مارس 2002 في Uppsala Municipality ‏ في السويد.

## وصلات خارجية
- هاري جانسون على موقع SpeedSkatingBase.eu (الإنجليزية)
- هاري جانسون على موقع SpeedSkatingNews.info (الإنجليزية)
- هاري جانسون على موقع SpeedSkatingStats.com (الإنجليزية)
- هاري جانسون على موقع اللجنة الأولمبية الدولية (الإنجليزية)
- هاري جانسون على موقع أوليمبيديا (الإنجليزية)
- هاري جانسون على موقع اللجنة الأولمبية السويدية (السويدية)